# 克里格斯费尔德
克里格斯费尔德是德国莱茵兰-普法尔茨州的一个市镇。总面积26.41平方公里，总人口1043人，其中男性532人，女性511人（2011年12月31日），人口密度39人/平方公里。